# Krzyż Napoleoński (gmina Zduny)

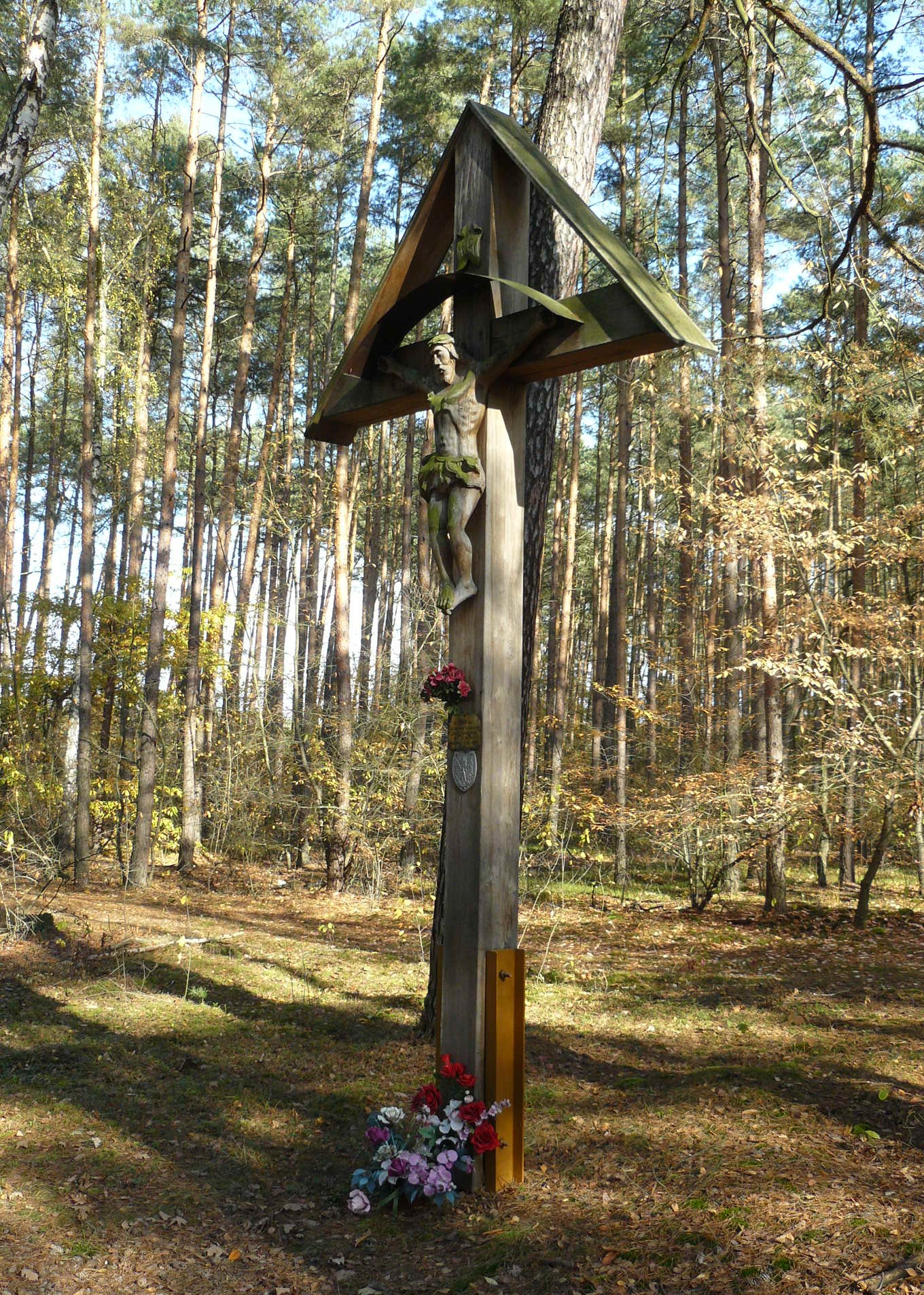
Krzyż i teren dawnego cmentarza

Krzyż Napoleoński – krzyż (4,5 m wysokości) i dawny cmentarz zlokalizowany na terenie gminy Zduny, około 2 kilometry na zachód od Konarzewa, w kompleksie leśnym Baszków-Rochy w obrębie Dąbrów Krotoszyńskich. Był to teren nieistniejącej osady Trafary.
Krzyż postawiono na miejscu dawnego cmentarza ofiar epidemii z 1812. Wtedy to w armii Napoleona Bonaparte, która zmierzała na Moskwę (inwazja rosyjska), wybuchła epidemia, najprawdopodobniej tyfusu. W rejonie Trafar i Dzierżanowa zbudowano lazaret dla chorych na tę chorobę, a zmarłych grzebano w lesie, w miejscu obecnego krzyża. Krzyż ten (wystawiony w 1813) przetrwał do roku 2000, kiedy to zdemontowano go z uwagi na bardzo zły stan techniczny. Oryginał przeniesiono do Izby Muzealnej w Zdunach, a w jego miejscu postawiono nowy krzyż wykonany przez Jerzego Zakowicza, rzeźbiarza z Wężowic. Na krzyżu umieszczona jest tabliczka z napisem: W 2000 roku milenijnym wzniesiono Krzyż Napoleoński. Jest to replika oryginału z 1813 roku.
Do krzyża prowadzi ścieżka dydaktyczna i  czerwony szlak pieszy z Krotoszyna do Baszkowa i Kobylina.